# Белокрыльцев, Василий Васильевич
Васи́лий Васи́льевич Белокры́льцев (р. 1814 (по другим данным — 1817) — дата смерти неизвестна) — русский архитектор, один из основателей Московского архитектурного общества.

## Биография
С 1832 года учился в Московском дворцовом архитектурном училище (МДАУ), из которого выбыл в 1842 году. В 1842 году стал младшим помощником, а с 1849 года — чиновником для особых занятий при архитекторе М. Д. Быковском в канцелярии генерал-губернатора Москвы. В 1851 году В. В. Белокрыльцев был назначен младшим помощником архитектора Опекунского совета. С 1855—1868 годы — младший, а затем старший архитектор попечительного совета заведений общественного призрения. В 1867 году В. В. Белокрыльцев стал одним из членов-учредителей Московского архитектурного общества. С 1876 по 1879 годы состоял архитектором малолетнего отделения Воспитательного дома и учительской семинарии. Дальнейшая судьба зодчего неизвестна.

## Работы в Москве
- Дворовый жилой флигель городской усадьбы К. Г. Разумовского — А. Д. Шереметева (1883, Романов переулок, 2 стр.1 — Улица Воздвиженка, 6/2);
- Доходный дом в усадьбе М. А. Скороспелова (1874, Большой Кисельный переулок, 7 стр. 1)[1].